# Lucius Aelius Stilo Praeconinus
Lucius Aelius Stilo Praeconinus (* um 154 v. Chr.; † um 74 v. Chr.) aus Lanuvium war der erste Philologe der Römischen Republik. Er kam aus einer angesehenen Familie und gehörte zum Ritterstand.
Den Beinamen Stilo (von lateinisch stilus „Stift“) erhielt er, da er Reden für andere schrieb. Der Beiname Praeconinus rührte vom Beruf seines Vaters her (praeco, „Ausrufer, öffentlicher Herold“).
Seine Zeit teilte er zwischen Lehre (wenn auch nicht als professioneller Schulmeister) und literarische Arbeit auf. Seine berühmtesten Schüler waren Marcus Terentius Varro und Marcus Tullius Cicero,
zu seinen Freunden zählte er den Geschichtsschreiber Coelius Antipater,
und den Satiriker Gaius Lucilius, die ihm ihre Werke widmeten.
Laut Cicero, der wenig von Stilos Fähigkeiten als Redner hielt, war Stilo ein Anhänger der stoizistischen Schule. Nur wenige Bruchstücke von Stilos Arbeiten sind erhalten geblieben. Er schrieb Kommentare zu den Hymnen der Salii (Carmen Saliare), und wahrscheinlich auch zum Zwölftafelgesetz.